# Saint-Hilaire-la-Forêt
Saint-Hilaire-la-Forêt település Franciaországban, Vendée megyében. Lakosainak száma 824 fő (2022. január 1.). Saint-Hilaire-la-Forêt Avrillé, Longeville-sur-Mer, Poiroux, Saint-Vincent-sur-Jard és Talmont-Saint-Hilaire községekkel határos.

## Népesség
A település népessége az elmúlt években az alábbi módon változott:
| Lakosok száma | 814  | 831  | 832  | 802  | 788  | 790  | 799  | 801  | 824  |
|               | 2013 | 2015 | 2016 | 2017 | 2018 | 2019 | 2020 | 2021 | 2022 |